# Dolichovespula
Dolichovespula – rodzaj owadów z rodziny osowatych (Vespidae) obejmujący około 20 gatunków występujących na półkuli północnej.

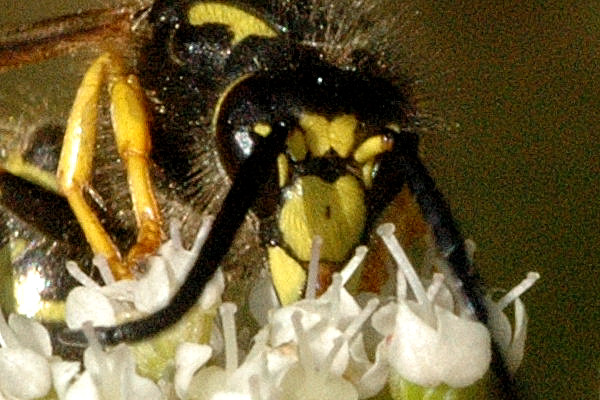
Głowa

Są blisko spokrewnione z osami z rodzaju Vespula, od których różnią je m.in. proporcje głowy – u Dolichovespula jej przednia część, od oczu do żuwaczek, jest wydłużona.

## Klasyfikacja
Gatunki zaliczane do tego rodzaju:
- Dolichovespula adulterina
- Dolichovespula alpicola
- Dolichovespula arenaria
- Dolichovespula asiatica
- Dolichovespula baileyi
- Dolichovespula flora
- Dolichovespula kuami
- Dolichovespula lama
- Dolichovespula maculata
- Dolichovespula media – osa średnia
- Dolichovespula norvegicoides
- Dolichovespula norwegica
- Dolichovespula omissa
- Dolichovespula pacifica
- Dolichovespula panda
- Dolichovespula saxonica – osa saksońska
- Dolichovespula stigma
- Dolichovespula sylvestris – osa leśna
- Dolichovespula xanthicincta

Gatunkiem typowym jest Vespa maculata.